# Louisianakreolsk
 Denne artikel bør gennemlæses af en person med fagkendskab for at sikre den faglige korrekthed.
    Gælder blandt andet oplysningerne i infoboksen, hvor dele af indholdet fra den engelske en:Louisiana Creole er søgt indplaceret 

Louisianakreolsk (Kréyol: La Lwizyàn; Fransk: Créole louisianais) er et kreolsk sprog, der tales af louisianakreolere i den amerikanske delstat Louisiana. Sproget tales primært i de sydlige og sydvestlige dele af Louisiana.
Sproget indeholder elementer af fransk, indianske sprog, spansk og vestafrikanske sprog (en).